# Inositoltrisphosphat
Inositoltrisphosphat (auch Inositol-1,4,5-trisphosphat, kurz IP3) bezeichnet in der Biochemie ein Inositolphosphat mit drei Phosphatgruppen. Es wird aus einem Phospholipid freigesetzt und ist als sekundärer Botenstoff für die Signalübertragung (Signaltransduktion) in der Zelle von Bedeutung.

## Biosynthese und weitere Reaktionen
Durch Aktivierung eines G-Protein-gekoppelten Rezeptors oder einer Tyrosinkinase wird die membranständige Phospholipase C stimuliert. Diese spaltet das Membranlipid Phosphatidylinositol-4,5-bisphosphat (PIP2) zu Diacylglycerol (DAG) und Inositoltrisphosphat.
Inositoltrisphosphat wird im Zellstoffwechsel durch die IP3-Phosphatase zu Inositolbissphosphat deaktiviert.
Eine weitere Phosphorylierung durch die IP3-3-Kinase (EC 2.7.1.127, drei Isoformen: A,B und C) an 3-Position leitet eine Reaktionskette hin zu weiteren, höher phosphorylierten Inositolphosphaten ein, die ebenfalls Funktionen in der Regulation der Zelle erfüllen könnten.

## Funktion
Inositoltrisphosphat bewirkt über die Bindung an seinen spezifischen Rezeptor, den IP3-Rezeptor, die Freisetzung von Calcium-Ionen aus dem endoplasmatischen Retikulum, das als intrazellulärer Calciumspeicher dient. Die dadurch bewirkte Erhöhung der Konzentration von Calcium im Cytosol hat vielfältige physiologische Funktionen. Dazu gehören unter anderem:
- die Kontraktion der glatten Muskulatur dadurch, dass Calmodulin mit der Myosin-Leichte-Ketten-Kinase einen Komplex eingeht, der eine Phosphorylierung der Myosin-Leichte-Kette mit nachfolgender Kontraktion bewirkt[4]
- die Aktivierung der Proteinkinase C (PKC) durch 1,2-Diacylglycerin, wodurch die Myosin-Leichte-Ketten-Phosphatase gehemmt wird und somit der Effekt der Kontraktion verstärkt wird
- die Calmodulin-abhängige Aktivierung von Proteinkinasen.[4]